# 원피스의 단행본 목록
원피스는 오다 에이치로의 만화 시리즈로 전세계로 수출되어 다양한 언어로 번역되었으며, 애니메이션 등 미디어 프랜차이즈 제작으로 이어졌다. 악마의 열매를 먹고 고무 인간 능력을 지니게 된 소년 몽키 D. 루피가 전설 속의 보물 '원피스'를 찾아 '해적왕'이 되기 위하여 밀짚모자 해적단을 결성, 동료들과 함께 바다를 여행하며 수많은 모험에 나선다는 이야기이다. 일본에서는 1997년 7월 22일부터 슈에이샤에서 발행되는 소년만화 주간지 주간 소년 점프에서 연재되고 있으며, 1997년 12월 24일부터 단행본으로 출판되고 있다. 2023년 3월 기준 원피스의 총 에피소드수는 1000개 이상에 달하며, 단행본은 105권이 발행되어, 권수로만 따지면 가장 오래 연재된 일본 만화 22위를 기록하고 있다.
대한민국 내 판권은 대원미디어에서 소유하고 있다. 정식 한국어판은 1998년 대원씨아이에서 발행되는 소년만화 주간지 주간 소년 챔프에서 연재되고 있으며, 1999년 1월부터 단행본이 나왔다. 2024년 5월 현재 108권까지 출판되었다.

## 단행본 목록

### 1권~32권
1부에 해당되며, 이스트 블루 편에서 하늘섬 편까지를 다루고 있다.
| 번호 | 제목                                           | 첫 출간일                           | 한국어판 출간일                     |
| ---- | ---------------------------------------------- | ----------------------------------- | ----------------------------------- |
| 1    | 동터오는 모험 시대 ROMANCE DAWN —冒険の夜明け— | 1997년 12월 24일 ISBN 4-08-872509-3 | 1999년 1월 9일                      |
| 2    | 대결!! 버기 해적단 VERSUS!! バギー海賊団       | 1998년 4월 3일 ISBN 4-08-872509-3   | 1999년 1월 15일 ISBN 9788925226330  |
| 3    | 허풍과 긍지 偽れぬもの                         | 1998년 6월 4일 ISBN 4-08-872569-7   | 1999년 1월 22일 ISBN 9788925226347  |
| 4    | 초승달 偽れぬもの                              | 1998년 8월 4일 ISBN 4-08-872594-8   | 1999년 2월 2일 ISBN 9788925226354   |
| 5    | 누구를 위하여 종은 울리나 誰が為に鐘は鳴る     | 1998년 11월 2일 ISBN 4-08-872619-7  | 1999년 3월 26일                     |
| 6    | 맹세 誓い                                      | 1998년 12월 3일 ISBN 4-08-872642-1  | 1999년 5월 28일                     |
| 7    | 못된 늙은이 クソジジイ                         | 1999년 3월 4일 ISBN 4-08-872683-9   | 1999년 10월 1일 ISBN 8984423211     |
| 8    | 죽지 않아 死なねェよ                           | 1999년 4월 30일 ISBN 4-08-872712-6  | 1999년 10월 4일 ISBN 8984425966     |
| 9    | 눈물 涙                                        | 1999년 7월 2일 ISBN 4-08-872735-5   | 1999년 11월 12일 ISBN 8984428000    |
| 10   | OK, Let's STAND UP!                            | 1999년 10월 4일 ISBN 4-08-872773-8  | 2000년 2월 10일 ISBN 8952801857     |
| 11   | 동쪽 제일의 악당 東一番の悪                    | 1999년 12월 2일 ISBN 4-08-872797-5  | 2000년 4월 11일 ISBN 8952804287     |
| 12   | 전설은 시작됐다 伝説は始まった                 | 2000년 2월 2일 ISBN 4-08-872822-X   | 2000년 6월 12일 ISBN 8952806859     |
| 13   | 걱정 마!!! 大丈夫!!!                           | 2000년 4월 28일 ISBN 4-08-872863-7  | 2000년 8월 5일 ISBN 9788952809377   |
| 14   | 본능 本能                                      | 2000년 7월 4일 ISBN 4-08-872888-2   | 2000년 10월 10일 ISBN 9788952812551 |
| 15   | 똑바로!! まっすぐ!!!                           | 2000년 9월 4일 ISBN 4-08-873009-7   | 2000년 12월 18일 ISBN 9788952815675 |
| 16   | 이어지는 의지 受け継がれる意志                 | 2000년 12월 4일 ISBN 4-08-873045-3  | 2001년 3월 27일 ISBN 9788952818843  |
| 17   | 히루루크의 벚꽃 ヒルルクの桜                   | 2001년 2월 2일 ISBN 4-08-873073-9   | 2001년 5월 1일 ISBN 9788952820587   |
| 18   | 에이스 등장 エース登場                         | 2001년 4월 4일 ISBN 4-08-873100-X   | 2001년 7월 24일 ISBN 9788952827593  |
| 19   | 반란 反乱                                      | 2001년 7월 4일 ISBN 4-08-873133-6   | 2001년 10월 2일 ISBN 9788952830760  |
| 20   | 결전은 아르바나에서 決戦はアルバーナ           | 2001년 9월 4일 ISBN 4-08-873158-1   | 2001년 12월 18일 ISBN 9788952834393 |
| 21   | 이상향 理想郷                                  | 2001년 12월 4일 ISBN 4-08-873194-8  | 2002년 2월 28일 ISBN 9788952838209  |
| 22   | HOPE!!                                         | 2002년 2월 4일 ISBN 4-08-873222-7   | 2002년 4월 30일 ISBN 9788952840615  |
| 23   | 비비의 모험 ビビの冒険                         | 2002년 4월 4일 ISBN 4-08-873252-9   | 2002년 7월 30일 ISBN 9788952845269  |
| 24   | 사람의 꿈 人の夢                               | —                                   | 2002년 10월 15일 ISBN 9788952850614 |
| 25   | 1억의 사나이 一億の男                          | —                                   | 2002년 12월 30 ISBN 9791136287724   |
| 26   | 신의 섬 모험 神の島の冒険                      | —                                   | 2003년 3월 15일 ISBN 9791136287731  |
| 27   | 서곡 序曲                                      | —                                   | 2003년 5월 15일 ISBN 9791136287748  |
| 28   | 전쟁귀신 와이퍼 「戦鬼」ワイパー               | —                                   | 2003년 7월 15일 ISBN 9791136287755  |
| 29   | 오라토리오 聖譚曲                              | —                                   | 2003년 10월 15일 ISBN 9791136287762 |
| 30   | 카프리치오 狂想曲                              | —                                   | 2004년 1월 15일 ISBN 9791136287779  |
| 31   | 여기에 있다 ここにいる                         | —                                   | 2004년 4월 15일 ISBN 9791136287786  |
| 32   | 섬의 노랫소리 島の歌声                         | —                                   | 2004년 6월 15일 ISBN 9791136287793  |

### 33~61권
2부에 해당되며, 워터 세븐 편에서 마린 포드 편까지를 다루고 있다.
| 번호 | 제목                                  | 첫 출간일 | 한국어판 출간일                     |
| ---- | ------------------------------------- | --------- | ----------------------------------- |
| 33   | DAVY BACK FIGHT!!                     | —         | 2004년 8월 15일 ISBN 9791168943209  |
| 34   | '물의 도시' 워터 세븐                 | —         | 2004년 10월 30일 ISBN 9791168943216 |
| 35   | 캡틴                                  | —         | 2005년 1월 15일 ISBN 9791168943223  |
| 36   | 9번째 정의                            | —         | 2005년 3월 30일 ISBN 9791168943230  |
| 37   | 톰                                    | —         | 2005년 6월 30일 ISBN 9791168943247  |
| 38   | 로켓맨!!                              | —         | 2005년 9월 15일 ISBN 9791168943254  |
| 39   | 쟁탈전                                | —         | 2005년 12월 15일 ISBN 9791168943261 |
| 40   | 기어                                  | —         | 2006년 3월 31일 ISBN 9791168943278  |
| 41   | 선전포고                              | —         | 2006년 6월 30일 ISBN 9791168943285  |
| 42   | 해적 VS CP9                           | —         | 2006년 9월 20일 ISBN 9791168943292  |
| 43   | 영웅전설                              | —         | 2006년 12월 31일 ISBN 9791168943308 |
| 44   | 돌아가자                              | —         | 2007년 3월 31일 ISBN 9791168943315  |
| 45   | 그 마음 알고도 남으리                 | —         | 2007년 6월 30일 ISBN 9791168943322  |
| 46   | 유령성의 모험                         | —         | 2007년 11월 15일 ISBN 9791168944923 |
| 47   | 흐림 때때로 뼈다귀                    | —         | 2008년 2월 29일 ISBN 9791168944930  |
| 48   | 오즈의 모험                           | —         | 2008년 5월 31일 ISBN 9791168944947  |
| 49   | 나이트메어 루피                       | —         | 2008년 8월 31일 ISBN 9791168944954  |
| 50   | 다시 다다르다                         | —         | 2008년 11월 12일 ISBN 9791168944961 |
| 51   | 11인의 초신성                         | —         | 2009년 2월 15일 ISBN 9791168944978  |
| 52   | 로저와 레일리                         | —         | 2009년 4월 30일 ISBN 9791168944985  |
| 53   | 왕의 자질                             | —         | 2009년 7월 30일 ISBN 9791168944992  |
| 54   | 이제 누구도 멈출 수 없어              | —         | 2009년 10월 30일 ISBN 9791168945005 |
| 55   | 지옥에 부처님(뉴하프)                 | —         | 2009년 12월 30일 ISBN 9791168945012 |
| 56   | 고마워                                | —         | 2010년 2월 28일 ISBN 9791168945029  |
| 57   | 정상결전                              | —         | 2010년 5월 31일 ISBN 9791168945036  |
| 58   | 이 시대의 이름을 '흰 수염'이라 부른다 | —         | 2010년 8월 31일 ISBN 9791168945043  |
| 59   | 포트거스 D 에이스 죽다                | —         | 2010년 11월 30일 ISBN 9791168945050 |
| 60   | 아우여                                | —         | 2011년 1월 31일 ISBN 9791168945067  |
| 61   | ROMANCE DAWN for the new world        | —         | 2011년 4월 30일 ISBN 9791168945074  |

### 62~90권
3부에 해당되며, 어인섬 편에서 홀케이크 아일랜드 편까지를 다루고 있다.
원피스의 에피소드 목록 (3부)

### 91권~
4부에 해당되며, 와노쿠니 편에서 최종편까지를 다루고 있다.
원피스의 에피소드 목록 (4부)

## 디지털 채색판
| 권         | 일본 발매        |
| ---------- | ---------------- |
| 1권~12권   | 2012년 6월 15일  |
| 13권~23권  | 2012년 9월 28일  |
| 24권~63권  | 2012년 12월 4일  |
| 64권, 65권 | 2013년 4월 4일   |
| 66권~68권  | 2013년 12월 20일 |
| 69권, 70권 | 2014년 8월 25일  |
| 71권, 72권 | 2015년 9월 16일  |
| 73권~75권  | 2016년 10월 4일  |
| 76권       | 2016년 12월 2일  |
| 77권       | 2017년 3월 3일   |
| 78권       | 2017년 6월 2일   |
| 79권       | 2017년 9월 4일   |
| 80권       | 2017년 12월 4일  |
| 81권, 82권 | 2018년 3월 2일   |
| 83권       | 2018년 10월 4일  |
| 84권~86권  | 2019년 8월 2일   |
| 87권~92권  | 2020년 9월 16일  |
| 93권       | 2021년 3월 4일   |
| 94권, 95권 | 2021년 10월 4일  |
| 96권~98권  | 2022년 5월 2일   |
| 99권       | 2022년 9월 2일   |
| 100권~     | 발표 예정        |

## 같이 보기
- 원피스의 미디어믹스 목록